# Phlebia hydnoidea
Phlebia hydnoidea är en svampart som beskrevs av Schwein. 1832. Phlebia hydnoidea ingår i släktet Phlebia och familjen Meruliaceae.   Inga underarter finns listade i Catalogue of Life.